# Animalize
Albums de Kiss
Lick It Up
(1983) Asylum
(1985)
Animalize est le 12e album studio du groupe Kiss sorti en 1984. L'album Animalize a été certifié disque de platine par la RIAA le 12 décembre 1984. Il fut plus tard certifié triple disque de platine, ce qui en fait la meilleure vente de Kiss depuis Dynasty en 1979.
L'album marque l'apparition du guitariste Mark St. John, qui remplace Vinnie Vincent en avril 1984. Mark St John ne fait qu'un court passage au sein de Kiss, participant à l'enregistrement d'Animalize puis quittant très rapidement le groupe pour des raisons de santé dès le début de la tournée américaine. Mark St John est officiellement remplacé au sein de Kiss par Bruce Kulick en décembre 1984.

## Conception et enregistrement
L'écriture d'Animalize a débuté peu de temps après la tournée promotionnelle de l'album Lick It Up. Au départ, l'album devait être produit par Michael James Jackson, comme il l'avait fait sur les deux albums précédents. Mais il a finalement jeté l'éponge après la préproduction par manque de temps, et c'est Paul Stanley lui-même qui s'est improvisé producteur de l'album pour la première fois dans l'histoire de Kiss.
Animalize est le premier album de Kiss à consacrer la position de leader de Paul Stanley sur le groupe, et ce jusqu'à la toute fin des années 1980. En effet Gene Simmons, cofondateur du groupe et principal chanteur et compositeur à égalité avec Stanley, avait entrepris de se lancer dans une carrière d'acteur. Lorsque la conception d'Animalize a débuté, Simmons était accaparé par l'interprétation d'un rôle dans le film Runaway : L'Évadé du futur. Lors de l'écriture des nouvelles chansons, il se contentait de laisser ses démos à Paul Stanley, qui se chargeait seul de matérialiser les différentes pistes dans leur version définitive. Durant l'enregistrement, Simmons enregistrait ses parties à la Hit Factory, à New York, tandis que l'essentiel du travail se faisait sous la direction de Stanley, au Right Track.
Après le renvoi de Vinnie Vincent, le choix du groupe pour occuper le poste de guitariste soliste s'est porté sur Mark St. John. Celui-ci, originaire d'Hollywood, professeur de guitare réputé, n'était alors ni fan de Kiss, ni-même amateur de Hard Rock, et tirait essentiellement ses influences du Jazz et de la musique classique. Les parties de guitare de Mark St. John ont été bouclées en l'espace de deux semaines au total. Insatisfaits du travail effectué par St. John avec les ingénieurs du studio au début de l'enregistrement pendant leur absence, Gene Simmons et Paul Stanley ont rejeté beaucoup des idées de leur nouveau guitariste et lui ont imposé une ligne directrice stricte. D'après Stanley, qui s'est chargé lui-même des pistes rythmiques à la guitare, St. John était incapable de jouer deux fois la même chose et travaillait de manière confuse. Compte tenu du fait que Simmons et Stanley enregistrait dans deux studios distincts, c'est Bruce Kulick qui a enregistré les parties de guitares sur les titres "Murder In High Heels" et "Lonely Is The Hunter", tous deux composés par Simmons.

## Autour de l'album

### Réception critique et succès commercial

#### Charts
| Pays        | Chart                 | Meilleure position | Réf    |
| ----------- | --------------------- | ------------------ | ------ |
| États-Unis  | Billboard 200         | 20                 | [ 8 ]  |
| Royaume-Uni | UK Albums Chart       | 11                 | [ 9 ]  |
| Canada      | Canadian Albums Chart | 41                 | [ 10 ] |
| Allemagne   | Media Control Charts  | 25                 | [ 10 ] |
| Autriche    | Ö3 Austria Top 40     | 14                 | [ 11 ] |
| Suède       | Sverigetopplistan     | 8                  | [ 12 ] |
| Norvège     | VG-lista              | 14                 | [ 13 ] |
| Suisse      | Swiss Music Charts    | 9                  | [ 14 ] |
| Japon       | Oricon                | 23                 | [ 10 ] |

#### Récompenses
| Date             | Récompense  | Ventes    |
| ---------------- | ----------- | --------- |
| 3 décembre 1984  | Or          | 500 000   |
| 12 décembre 1984 | Platine     | 1 000 000 |
| 14 octobre 1985  | 3 × Platine | 3 000 000 |

| Date              | Récompense | Ventes  |
| ----------------- | ---------- | ------- |
| 1er novembre 1984 | Or         | 50 000  |
| 1er mars 1985     | Platine    | 100 000 |

### Couverture médiatique
Le clip promotionnel de Heaven's on Fire contient une des rares apparitions du groupe au complet avec Mark St John.

### Tournée promotionnelle
La tournée promotionnelle mondiale d'Animalize a duré six mois, et s'est déroulée en deux parties. La première partie a eu lieu en Europe : elle a débuté le 30 septembre 1984 à Brighton, au Royaume-Uni, et a pris fin le 5 novembre au Zénith de Paris. La seconde partie s'est déroulée aux États-Unis et au Canada, du 15 novembre 1984 au 29 mars 1985. Kiss avait alors comme premières parties de jeunes groupes qui connaîtront par la suite beaucoup de succès : Bon Jovi ouvrait pour les concerts donnés en Europe ; Queensrÿche et Krokus pour les concerts donnés en Amérique du Nord.
Sur la partie européenne, les décors et mécanismes utilisés étaient ceux de la tournée promotionnelle de l'album Unmasked, « relookés » de manière à se rapprocher le plus possible du concept artistique du nouvel album, incluant plusieurs imitations de peaux de bête. Mais les rentrées d'argent dues au succès commercial inattendu d'Animalize ont finalement permis au groupe de faire appel au designer Tait Towers pour s'équiper de nouveaux décors et d'une nouvelle mise en scène.
Comme pour la tournée promotionnelle de Dynasty, les trois guitaristes faisaient leur entrée sur scène en dévalant des escaliers situés derrière la batterie. Des bruits d'avion au décollage accompagnaient le fameux message d'introduction du speaker, « Your wanted the best, you got the best : the hottest band in the world : Kiss ! », avant que le groupe n'entame le concert avec "Detroit Rock City".
Après avoir beaucoup insisté pour être mis plus en valeur, notamment en chantant plus souvent, Eric Carr a obtenu la possibilité d'assurer le chant sur le titre "Young and wasted", extrait de l'album Lick It Up, tout en continuant à exercer ce rôle avec le classique "Black diamond", pour lequel le chant est traditionnellement réservé au batteur. À la fin de "Black Diamond", les trois guitaristes grimpaient tout en haut de la salle au-dessus de la batterie, puis redescendaient sur scène sur une plate-forme suspendue pendant le solo final. En 1989, Carr dira que l'Animalize Tour a été sa tournée préférée.
En raison de la brutale dégradation de son état de santé, Mark St. John a été remplacé par Bruce Kulick pendant tous les concerts européens. St John a finalement tenté d'occuper son poste lors du concert donné le 27 novembre 1984 à Baltimore, mais a dû être remplacé en catastrophe par Kulick après avoir joué environ la moitié du programme. Il a par la suite joué sur les deux concerts suivants des 28 et 29 novembre dans leur intégralité, mais a finalement jeté l'éponge et a été remplacé de manière définitive par Kulick, qui devient alors officiellement le nouveau guitariste soliste de Kiss et le restera jusqu'en 1996. D'après St. John, lui et le groupe se sont séparés à l'amiable et sans animosités.
"Heaven's On Fire" et "Under The Gun" seront les seuls titres extraits d' Animalize à être interprétés sur toutes les dates de la tournées, quoiqu'"I've Had Enough (Into The Fire)" ait été fréquemment joué. "Get All You Can Take" et "Burn Bitch Burn" ont été interprétés lors du concert d'ouverture de Brighton, puis n'ont plus jamais été joués par le groupe. "Thrills In The Night" a été joué de manière sporadique sur quelques concerts du mois de décembre.
Le concert du 8 décembre à Détroit a été enregistré pour l'émission Saturday Night Concerts series de la chaîne de télévision MTV, et a été diffusé en direct et dans son intégralité par plusieurs stations de radio locales. Une version complète et lourdement modifiée de ce concert sera par la suite commercialisé en avril 1985 par RCA/MusicVision sur une VHS intitulée Animalize Live Uncensored. La version d'"Heaven's on Fire" issue de ce concert a fait partie de l'album du projet humanitaire Hear 'n Aid.

### Longévité
"Heaven's on Fire" s'est imposé pour la postérité comme l'un des nombreux "classics" de Kiss. De ce fait, c'est la seule chanson de l'album à avoir été jouée régulièrement en concerts lors de plusieurs tournées. Elle a été jouée de manière systématique à l'occasion de l'intégralité des concerts donnés par Kiss jusqu'au Reunion Tour de 1996, puis est réapparue sur les setlists du Farewell Tour, en 2001. Plusieurs autres titres d'Animalize ont aussi été joués de manière sporadique pendant la tournée promotionnelle de l'album. Under the Gun a été jouée sur toutes les dates de cette tournée, et a par la suite été incorporée sur les programmes des tournées promotionnelles des albums Asylum et Hot in the Shade, avant d'être définitivement abandonnée.

## Liste des titres
Vinyle – Casablanca Records (422-822 495-1,  Pays-Bas)
| A1. | I've Had Enough (Into The Fire) | Paul Stanley, Desmond Child  | Paul Stanley | 3:50 |
| A2. | Heaven's on Fire                | Paul Stanley, Desmond Child  | Paul Stanley | 3:18 |
| A3. | Burn Bitch Burn                 | Gene Simmons                 | Gene Simmons | 4:38 |
| A4. | Get All You Can Take            | Paul Stanley, Mitch Weissman | Paul Stanley | 3:42 |
| A5. | Lonely Is the Hunter            | Gene Simmons                 | Gene Simmons | 4:27 |

| B1. | Under the Gun         | Paul Stanley, Desmond Child, Carr | Paul Stanley | 3:59 |
| B2. | Thrills in the Night  | Paul Stanley, Jean Beauvoir       | Paul Stanley | 4:18 |
| B3. | While the City Sleeps | Gene Simmons, Mitch Weissman      | Gene Simmons | 3:39 |
| B4. | Murder in High Heels  | Gene Simmons, Mitch Weissman      | Gene Simmons | 3:51 |

## Composition du groupe
- Paul Stanley – chants, guitare rythmique
- Gene Simmons – chants, basse
- Mark St. John – guitare solo (sauf sur Murder In High Heels & Lonely Is The Hunter)
- Eric Carr – batterie, percussions, chœurs

## Musiciens additionnels
- Jean Beauvoir – basse sur Get All You Can Take, Under The Gun & Thrills In The Night
- Bruce Kulick – guitare solo sur Murder In High Heels & Lonely Is The Hunter
- Allan Schwartzberg – batterie overdubs